# کوهی کاواماتو
کوهی کاواماتو (به انگلیسی: Kohei Kawamoto) (زادهٔ ۶ اکتبر ۱۹۷۹) شناگر اهل ژاپن است. او در یونیورسیاد تابستانی ۲۰۰۱ مدال طلا گرفت. وی دوبار قهرمان جام جهانی مسابقات شنای پروانه در سال ۲۰۱۰ و ۲۰۰۶ شد.